# Långtjärnen (Sundsjö socken, Jämtland, 698925-146678)
Långtjärnen är en sjö i Bräcke kommun i Jämtland och ingår i Ljungans huvudavrinningsområde.